# Lienardia calathiscus
Lienardia calathiscus é uma espécie de gastrópode do gênero Lienardia, pertencente a família Clathurellidae.